# Nazca-vonalak
A Nazca-vonalak (spanyolul Líneas de Nazca) a Peruban található Pampas de Jumana nevű fennsíkon felfedezett gigantikus mértani alakzatok, azaz geoglifák, amelyek monumentális állatfigurákat, valamint egyéb alakzatokat ábrázolnak és szinte nyílegyenes vonalakként húzódnak a vidéken. Rendeltetésük ismeretlen. A rajzok közös jellemzője, hogy egyetlen, önmagát sehol nem metsző vonalból állnak.

## Eredete
A Nazca-vonalak megközelítőleg 2000 évesek. A sivatagi vörös kőzetbe száznál több alakzatot véstek be, köztük közismert állatok és növények kontúrjait, geometriai mintákat és egyenes vonalak sorozatát.
Számos elmélet született az ábrák jelentéséről és készítésük céljáról, ám valódi rendeltetésük máig megfejtetlen.
A világ legnagyobb grafikai alkotása körülbelül 520 négyzetkilométernyi területen helyezkedik el Peruban, az Andok és a Csendes-óceán között.
Bár már a 16.-17. században is említették a területet felfedező spanyolok, de az 1920-as évekig jórészt ismeretlen maradt, míg Julio C. Tello perui régész le nem írta formáikat. Az alakzatokat viszont 1941-ig nem vetették alaposabb vizsgálat alá.
Mivel a Nazca-vidéken kevés eső esik, a rajzok többsége ugyanolyan jó állapotban van, mint mikor készült.

## Jellemzőik
A Nazca sivatagban található rajzok legfőbb jellegzetessége, hogy az alakzatok csak a levegőből kivehetőek. 
A kutatók számára a rejtély, hogy ilyen tökéletesen kivitelezett óriási rajzolatokat a Nazca-fennsíkon hogyan voltak képesek megalkotni egy olyan korszakban, amikor még nem voltak repüléshez alkalmas eszközök. Maria Reiche német csillagász és régész az alábbi észrevételt teszi: „A tervezők csakis a magasból tudták megállapítani művük tökéletességét, előre kellett tervezniük és rajzolniuk kisebb méreteken.”
Két nagy kategóriába tartoznak: vonalak és alakzatok; az utóbbiak vagy párokba rendeződnek, mint a sínek, vagy geometrikus alakzatokat öltenek. Úgy gondolják, mivel a vonalak sok helyen átvágják a formákat, ez utóbbiak készülhettek el hamarabb.
Az egyenes vonalak rendkívül egyenesek. A korszerű eszközökkel végzett mérések alapján a vonalakon az átlag eltérés csak 9 perc, azaz alig 1 méter kilométerenként. Ez az egyenesség azonban egyszerű eszközökkel is elérhető, a földmérésben a mérőállomások megjelenése előtt három darab kitűzőrúddal megoldható volt.
A rajzok mind ugyanolyan módon készültek: a sivatag talajáról felszedték a felszínt egyébként vékony rétegben borító vörös-fekete kavicsréteget, hogy feltáruljon az alatta fekvő halványsárga kőzet. Ezt kézzel végezhették, mégpedig oly módon, hogy a felszedett kavicsokat a vonal mellett felhalmozták. Minden egyes kép tekintet nélkül formájára, méretére és témájára, egyetlen megszakítatlan vonalból áll.
Az alakzatok növények leveleit és ágait, állat és madárfigurákat ábrázolnak, olykor e két forma elvont kombinációit. Ilyen például a bagolyfejű emberalak, kígyócsőrű madár.
Az Andokhoz legközelebbi rajz egy kolibri. Lejjebb a kontinens felé egy kardszárnyú delfin (az egyetlen ábrázolt tengeri állat), a tőle az óceán felé eső részen pedig egy pók és egy majom ábrája található.
A pók 45 méter hosszú. Ennek az egyik lábát meghosszabbították és a végén egy kis tisztást képeztek. Csak egyetlen ismert pók van, amely úgy használja a harmadik lábának végét, ahogy itt lerajzolták, és az a Ricinulei. Ez a ritka pók ma az Amazonas őserdejének mélyén, barlangokban él, Nazca-tól 1500 km-re.
A kolibri gyakori motívum a nazca kerámiákon.
2012-ben új, addig ismeretlen alakzatot is felfedeztek.

## Készítőik
Egyes feltételezések szerint a nazca indiánok készítették őket, akik az Inka Birodalom felemelkedése előtti Peru egyes területeit lakták.
Más feltételezések szerint a rajzok jóval korábbiak, egy olyan kultúra alkotása, amelynek nyomaira eddig még nem bukkantak.
A régészek jelenleg arra keresik a választ, hogy a vonalak a Paracas-kultúrához tartoznak-e, amely Kr. e. 800- 100 között virágzott a régióban, s amely nagy hatással volt az utána létrejött Nazca-kultúrára.

## Feltételezések

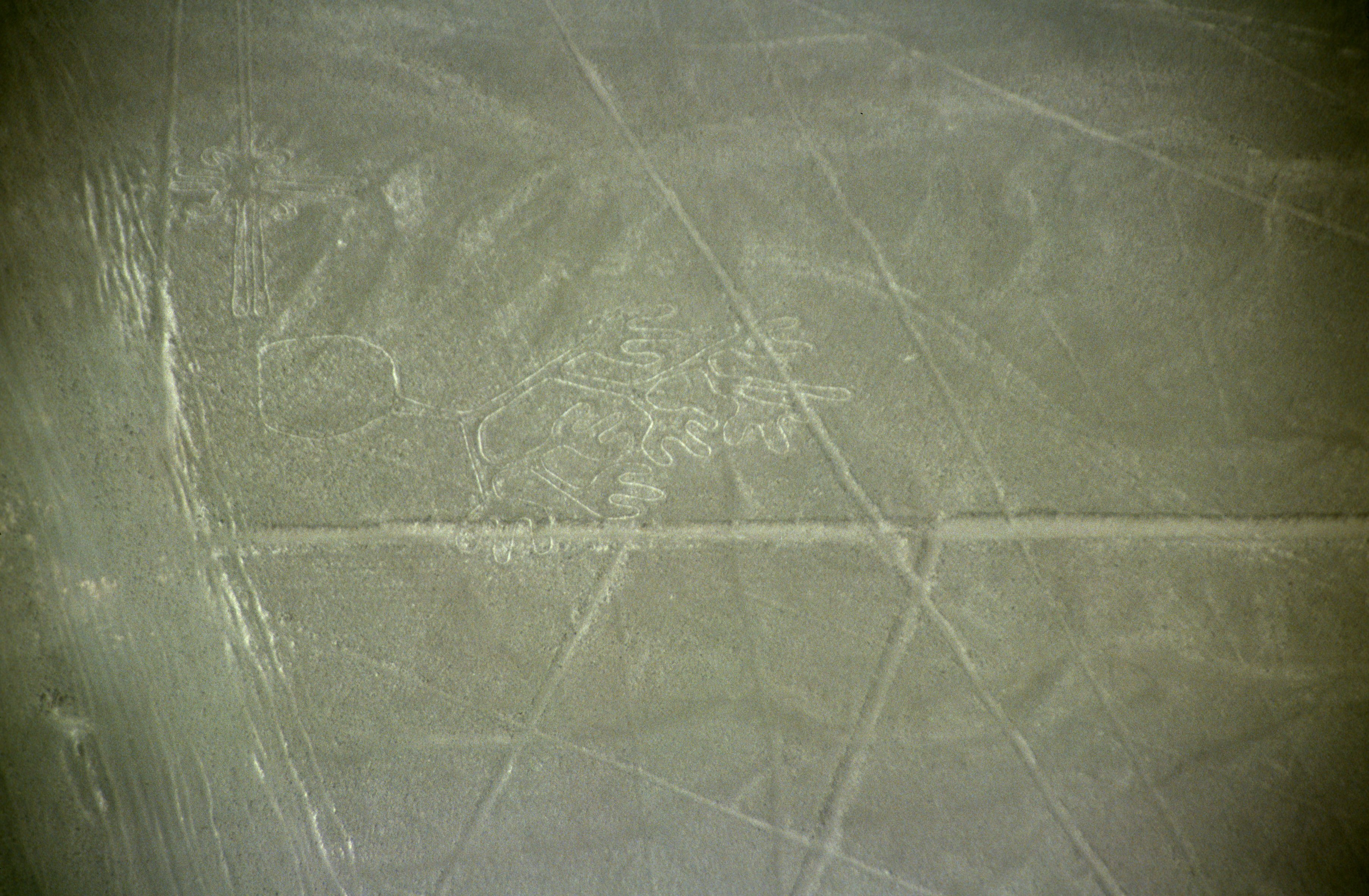
A képen a "kezek" ábra és vonalak láthatók

Van, aki szerint ősi országutak lettek volna. Ám ez nem valószínű, hiszen sokan közülük egyszerűen véget érnek valamelyik hegy tetején, valamint a talaj sem alkalmas közlekedésre. Ez az elképzelés egyébként is csak az egyenes vonalakra lehetne magyarázat.
A legáltalánosabban elfogadott hipotézis Paul Kosoktól származik, aki a figurákban és vonalakban egyfajta csillagászati könyvet vélt felfedezni. Ezt a nézetet osztja Maria Reiche is; szerinte a vonalak a csillagok és csillagképek helyzetét jelzik az év különböző időszakaiban, és a vetés, aratás stb. idejének meghatározására használták őket. Egyes madáralakzatok csőre például a nyári napforduló napkeltéjének irányába mutat.
A magyar Zelkó Zoltán feltételezése szerint a Nazca-fennsík vonalhálózata a Titicaca-tó és környékének 1:16 arányú térképe. Készítésének célja Zelkó szerint „a világ első irányzóasztala, az első háromszögelési műveletek grafikus emléke”, ill. „egy magas szervezettségű birodalom monumentális térképe”.  Szerinte a vonalhálózat a geodéziából ismert háromszögeléssel készült (ahol 3 ismert pont alapján állapítják meg egy 4. pont koordinátáit), csak itt az irányokat jelölő vonalakat belevésték a földbe, azaz a felszíni sötét köveket 0,3-3 méter szélességben, a kívánt alakzatban félrerakták, így előbukkant a világos altalaj. A vonalak közti állatábrázolások pedig a területen élő törzsek totemállatai lehettek. Zelkó szerint a vonalhálózat segítségével gyakoroltak azok, akik később majd a birodalom ún. „távközlésében” dolgoztak. Ezt a feltételezését a Titicaca-tó környéki romvárosokban talált, keskeny „irányzónyílással” ellátott kőfülkékkel támasztotta alá.
Egy elterjedt nézet szerint a Nazca-vonalak azoknak a földönkívülieknek készültek, akik az ábrákon megjelölt csillagképekben laktak.
Egy újabb keletű elmélet szerint ezek az önmagukba visszatérő hurkok zarándokutakat jelképeztek. A nazca-indiánok szertartásaik alkalmával végig járták az ábrát. Erre bizonyíték, hogy a vonalak nem keresztezik egymást, minden figurális ábra egyetlen vonalból áll, és a vonalak kezdő és végpontjainál tűzrakások nyomait találták meg.

### A hőlégballon-elmélet
Az 520 négyzetkilométernyi területen a rajzok azonban évekig ismeretlenek maradtak: azokat ugyanis teljesen csak a levegőből lehet látni, még sincs arra semmilyen bizonyíték, hogy az itteni kultúrák a Krisztus előtti évszázadokban rendelkeztek repülőeszközökkel, hogy irányíthassák a földön dolgozó mérnökök munkáját. Vannak, akik az ábrázolásokban sok helyen felfedezni vélnek hőlégballonra vagy sárkányrepülőre emlékeztető alakzatokat. Sok vonal végén megfeketedett sziklákat körülzáró széles, kör alakú égetőgödröket találtak, melyekben hőlégballonok felszállóhelyeire következtetnek. A Nazca sírokból például olyan szövet került elő, amelynek szövése finomabb a mai ejtőernyők alapanyagáénál, s erősebb, mint amiből a hőlégballonokat készítik. 
Julian Nott és Jim Woodman amerikai kutatók a gyakorlatban próbálták bizonyítani a hőlégballon-teóriát, s építettek egy hőlégballont, a Condor I.-et, aminek építéséhez csak olyan anyagokat használtak fel, amelyek a nazcáknak is rendelkezésükre álltak. A szerkezet szögletes ballonnal rendelkezett és sajkaszerű kosarával fel tudott emelkedni a magasba. A ballon 350 méter magasságba emelkedett, és 4,8 kilométert repült, mielőtt leszállt.

## A vonalak fennmaradása
A vonalak 1994 óta a világörökség részét képzik, de több tényező is veszélyezteti a Nazca-vonalak fennmaradását. Egyrészt felelőtlenül közlekedő turisták okozhatnak károkat, másrészt a perui kormány sem tesz meg mindent a megőrzés érdekében. A közelben illegális aranybányák és a hivatalos szeméttelepek is veszélyeztetik az ősi ábrákat. Alberto Urbano régész érte el, hogy a védett övezetbe telepített szemétlerakóhoz tartozó, kamionokat mérő mázsáló-állomást 15 kilométerrel arrébb költöztessék, így a teherkocsik legalább nem haladhatnak át a felszíni rajzokon. A pánamerikai autópálya is keresztülvág a fennsík területén, sőt az egyik felszíni gyíkfigurát ketté is vágja. Bár nappal önkéntesek védik, a terület éjjel teljesen védtelen.

## Galéria

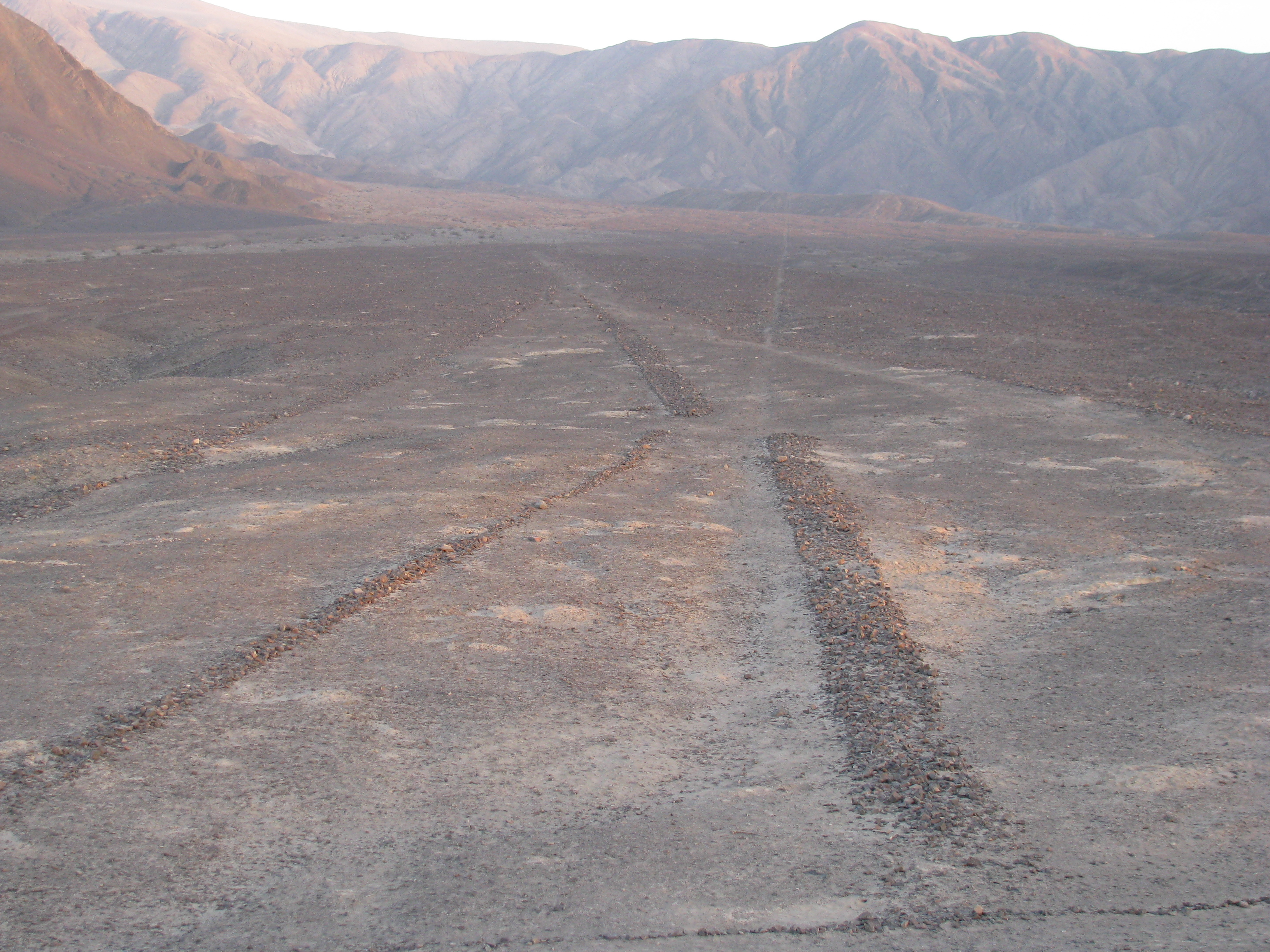
A Nazca-vonalak a földfelszínről szemlélve
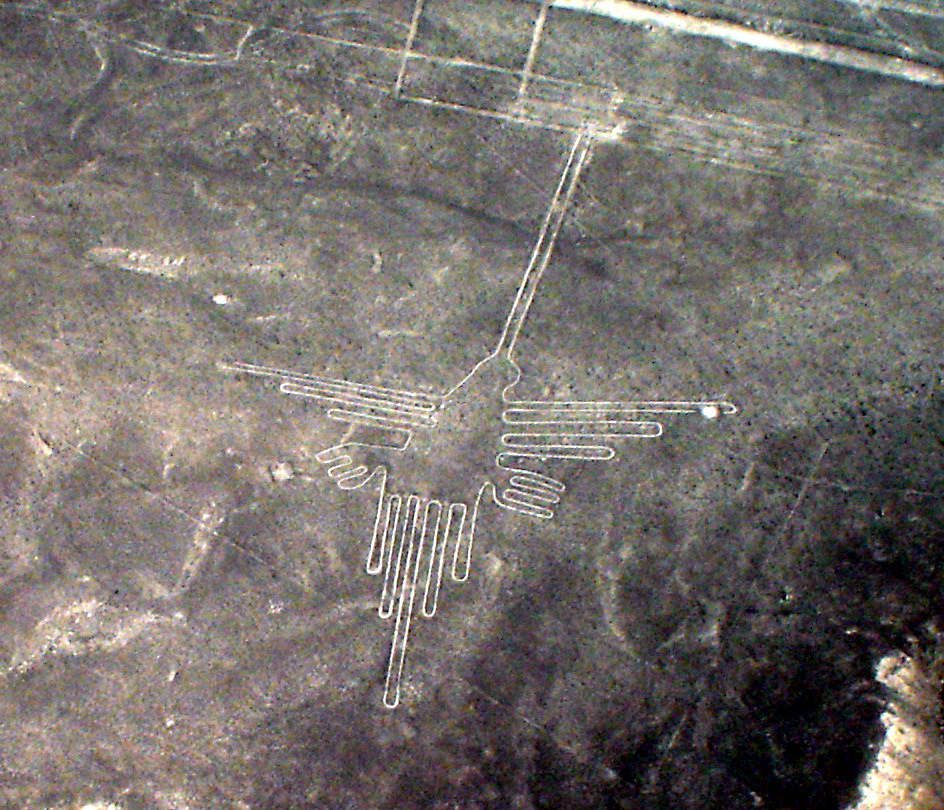
Kolibri
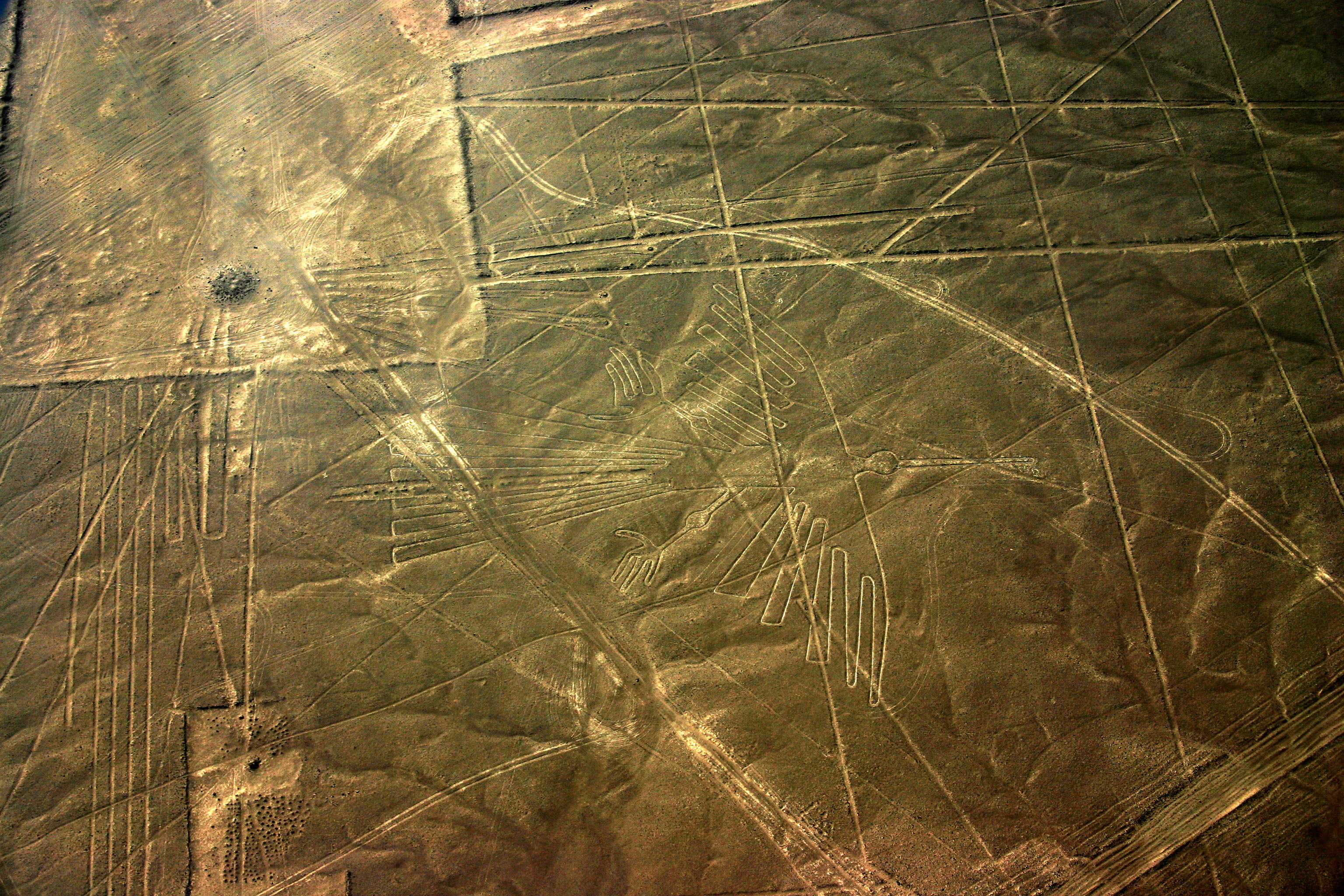
Kondorkeselyű
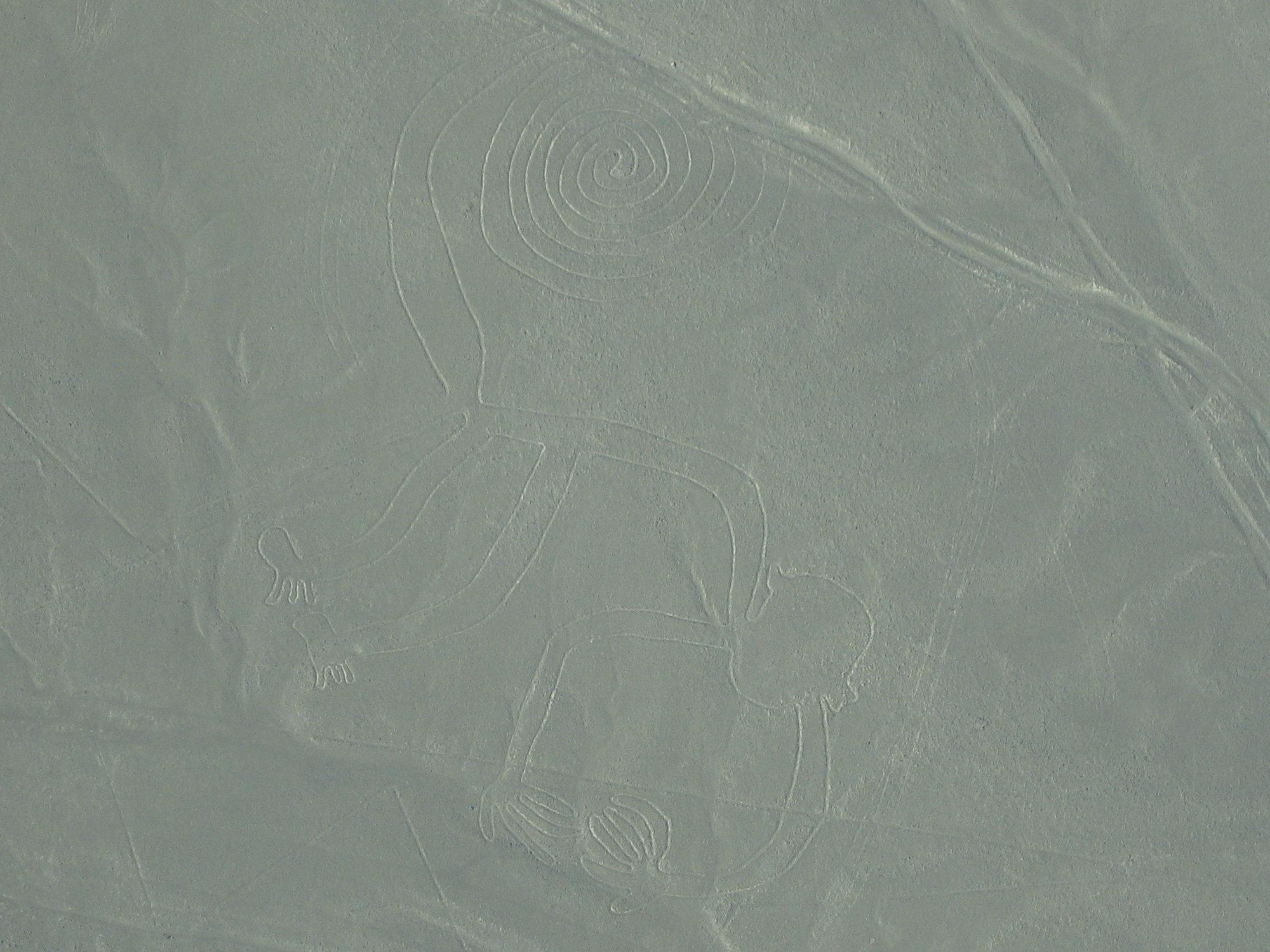
Majom
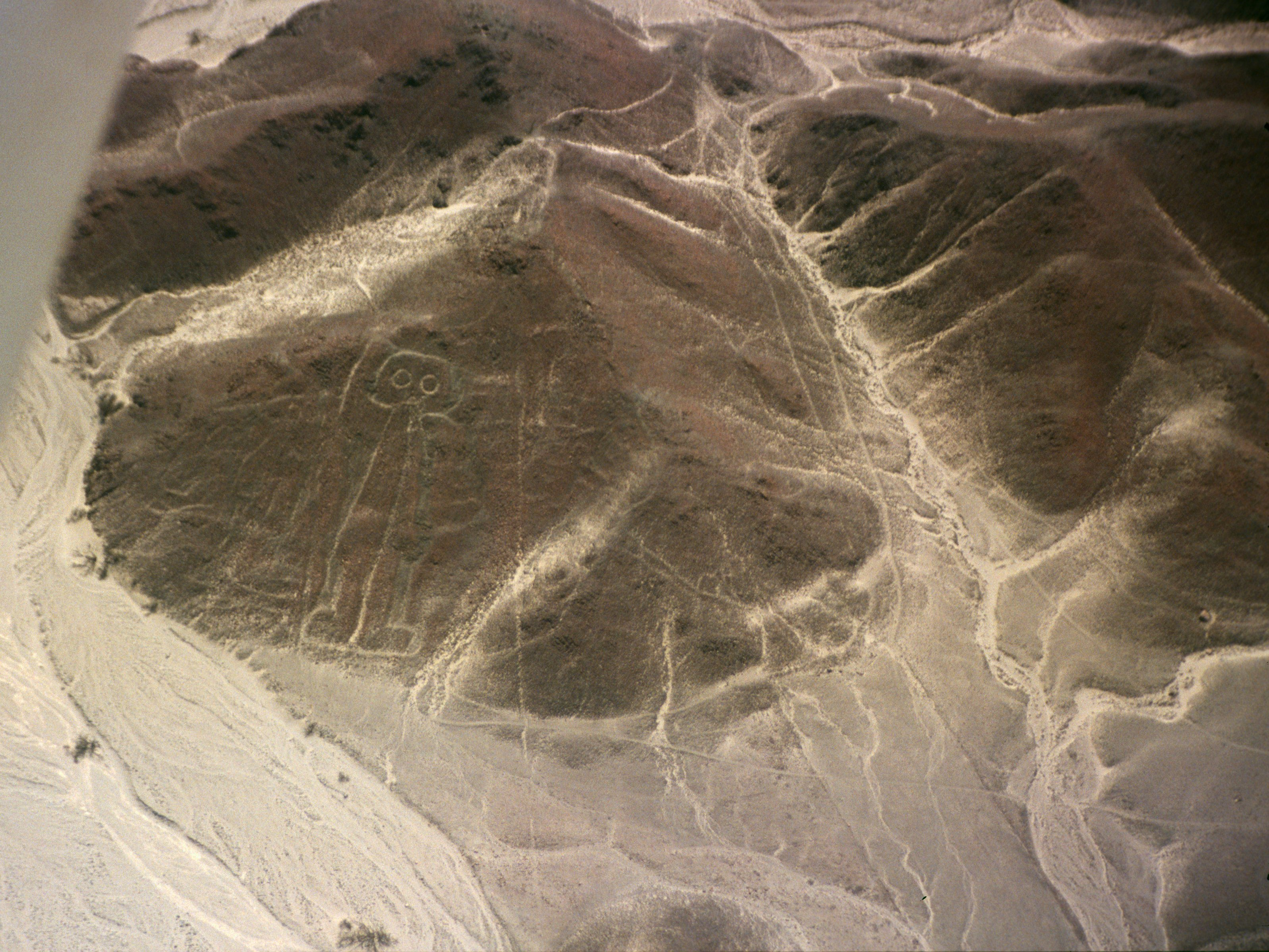
Űrhajós
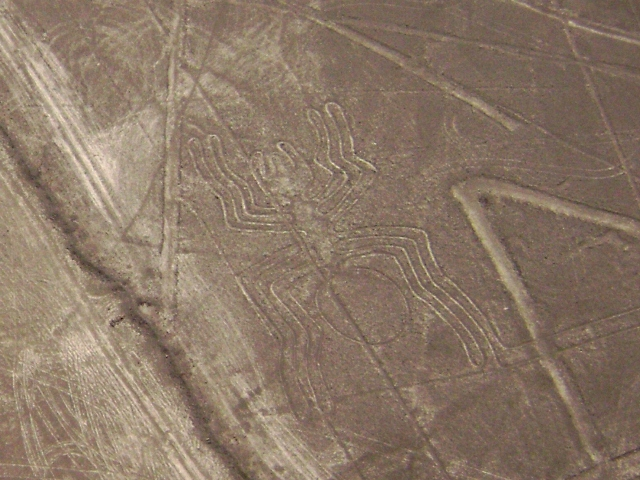
Pók